# Marty Marion
Martin Whiteford Marion (Richburg, Carolina del Sur, 1 de diciembre de 1916-Ladue, Misuri, 15 de marzo de 2011), más conocido como Marty Marion, fue un jugador profesional estadounidense de béisbol que se desempeñó en la posición de campocorto en las Grandes Ligas de Béisbol (MLB). Logró obtener el premio MVP (jugador más valioso).

## Carrera
Marion jugó como profesional once temporadas en St. Louis Cardinals (1940-1950), después pasó a St. Louis Browns, donde jugó dos temporadas (1952-1953), y fue el equipo en el que se retiró.

## Premios
Fue galardonado con el MVP (jugador más valioso) en una oportunidad (1944).